# Hengshan (Jixi)
Der Stadtbezirk Hengshan (chinesisch 恒山区, Pinyin Héngshān Qū) ist ein Stadtbezirk der bezirksfreien Stadt Jixi in der Provinz Heilongjiang der Volksrepublik China. Er hat eine Fläche von 548,1 km² und zählt 87.822 Einwohner (Stand: Zensus 2020).

## Administrative Gliederung
Auf Gemeindeebene setzt sich der Stadtbezirk aus sieben Straßenvierteln und zwei Gemeinden zusammen. 